# Hirokazu Kanazawa
Hirokazu Kanazawa (金澤 弘和 Kanazawa Hirokazu?, n. 3 mai 1931 - d. 8 decembrie 2019) a fost un maestru japonez de arte marțiale în stilului de karate Shotokan de renume mondial. A fost instructorul șef și președintele Federației Internaționale de Shotokan Karate-Do, o organizație pe care a înființat-o după ce a părăsit Asociația Japoneză de Karate. Kanazawa avea gradul 10 dan în karate.

## Biografie
Kanazawa Sensei s-a născut pe 3 mai 1931 în Prefectura Iwate, Japonia. El a început cu practicarea Judo-ului în primii ani de viață, continuând mai târziu, în timp ce se afla la Universitatea Takushoku, antrenamentul în Karate, sub îndrumarea lui Masatoshi Nakayama Sensei, instructor principal JKA. De asemenea, Hirokazu  Kanazawa, primea lecții și din partea fondatorului Shotokan-ului, Gichin Funakoshi Sensei.
Kanazawa Sensei și-a câștigat reputația în anul 1957 când a  participat la All Japan Karate Championship Tournament și a câștigat meciurile de kumite cu încheietura mâinii ruptă. În anul următor, acesta a câștigat și la Kata și la Kumite în cadrul competiției All Japan Karate Championships.
A intrat și completat rigurosul program al instructorilor JKA fiind astfel trimis în Hawaii, unde a și devenit în anul 1961 Instructor șef al acestui stat. În anul 1966 a fost trimis în Regatul Unit pentru a face cunoscută disciplina Karate-ului, și datorită nivelului său tehnic, precum și a dăruirii și personalității sale carismatice, în anul 1967 Kanazawa Sensei devine Instructor principal al JKA Europa.
În anul 1977 maestrul a fost forțat să părăsească JKA, fiind astfel nevoit să reflecteze asupra experienței sale, câștigate de-a lungul antrenamentelor de karate, și în septembrie 1978 punând bazele Federației Internaționale de Karate-do Shotokan, care are ca membrii afiliați 120 de țări cu peste 2 500 000 de oameni.
În anul 2002 Kanazawa Sensei a primit gradul de 10 Dan, devenind astfel Karate-ka cu cel mai mare grad în Karate Tradițional.